# 岡部秀也
岡部秀也（おかべ ひでや）は日本の実業家。セリングビジョン株式会社代表取締役社長。

## 略歴
- 1977年 早稲田大学政治経済学部卒業、東京電力入社
- 1984年 シカゴ大学経営大学院修了
- 1993年 電気事業連合会広報部副部長
- 1997年  東京電力銀座支店（現・東京支店銀座支社）法人営業部長、エネルギー営業部長
- 2002年  東京電力の社内ベンチャー制度を利用してセリングビジョン株式会社を設立、代表取締役社長